# Лори Алан
Лори Алан (енгл. Lori Alan) је америчка глумица. Најпознатија је по позајмљивању гласа Бисерки у анимираној серији Сунђер Боб Коцкалоне. Такође је дала глас Дајан Симонс у Породичном човеку, Невидљивој Жени у Фантастичној четворци и Шефици у серији видео-игара Metal Gear.

## Лични живот
Аланова има родитеље различитих вера: њена мајка је јужњачка баптисткиња, а отац Јеврејин.  Оба њена родитеља су били извођачи и подржавали су њен избор да постане глумица. Аланова живи у Лос Анђелесу. 
Почела је да глуми са пет година, дебитујући на телевизији у реклами за пицерију Shakey's Pizza.
Аланова је активна у удружењима за спасавање животиња и добротворним организацијама. Говорила је против окрутности према животињама и водила кампању за добротворну организацију против псећег меса „Светска заштита за псе и мачке у трговини месом”. Она је такође у одбору Pickle Pants Rescue-а, организације за спасавање животиња у Лос Анђелесу. 